# Phylica odorata
Phylica odorata är en brakvedsväxtart som beskrevs av Rudolf Schlechter. Phylica odorata ingår i släktet Phylica och familjen brakvedsväxter. Inga underarter finns listade i Catalogue of Life.